# (671088) 2014 FB72
(671088) 2014 FB72 est un centaure.

## Caractéristiques
(671088) 2014 FB72 mesure environ 104 km de diamètre.